# Tristan Leyds
Tristan Leyds, född 24 maj 1997, är en sydafrikansk rugbyspelare. Han ingick i det sydafrikanska lag som tog brons i sjumannarugby vid OS 2024 i Paris.